# 馮鎬
馮鎬（1448年—？），字大京，河南汝寧府信陽州人，軍籍，明朝政治人物。進士出身。

## 生平
早年出身國子生，河南鄉試第七十三名。成化十四年（1478年）戊戌科會試第一百四十三名，殿試登進士第三甲第二百三十四名。二十三年二月由刑部员外郎升湖广按察司佥事，丁憂服闋，弘治八年（1495年）五月復除山东佥事，十年二月升湖广副使，十四年十二月升貴州按察使，十七年十一月升廣西右布政使，十八年二月升本司左布政使，正德四年（1509年）十月升南京光禄寺卿，五年十一月升都察院右副都御史、巡抚保定等府地方。

## 家族
曾祖父馮清。祖父馮鑑。父亲馮友信。母魯氏。具慶下。娶王氏。